# Musikphysiologie
Musikphysiologie befasst sich mit den physiologischen Aspekten des Musikmachens und -hörens. Sie untersucht, wie der menschliche Körper Musik wahrnimmt, erzeugt und darauf reagiert, einschließlich der Funktionen des Gehirns, der Hörmechanismen, der Stimme, der Hand-Auge-Koordination und der muskuloskelettalen Gesundheit von Musikern. Sie berücksichtigt auch präventive und therapeutische Ansätze für musikbezogene körperliche Probleme.

## Inhalte
Im Mittelpunkt der Musikphysiologie stehen Lehre und Erforschung der physiologischen Grundlagen des Musizierens und der Prophylaxe typischer Musikerkrankheiten. Der letztgenannte eigenständige Fachbereich besteht sowohl aus der Dokumentation von Ursachen als auch der Erforschung und Lehre der Prävention von Musikerbeschwerden beim Musikmachen, d. h. beim Üben, Konzertieren und Unterrichten. In ihren praktischen Fächern dient die Musikphysiologie der Förderung von Kompetenzen zur Selbstwahrnehmung sowie der Optimierung von Bewegungsmustern in Bezug auf Ergonomie und Ökonomie.
Relevant ist die Musikphysiologie in der Ausbildung im Kontext der interdisziplinären Interessensgebiete folgender Fachbereiche: Musik, Medizin, Physiologie und Psychologie. Hierzu gehören neben den Musikern selbst all jene, die an deren Ausbildung und Berufsbegleitung beteiligt sind, wie Instrumental- und Gesangspädagogen, Arbeitswissenschaftler, Naturwissenschaftler, Instrumentenhersteller, Ärzte, Zahnärzte, Physiotherapeuten und verwandte Bereiche des gehobenen medizinisch-technischen Fachdienstes, Sport- und Musikwissenschaftler, Musikpsychologen, Alexander-Lehrer, Feldenkrais-Pädagogen, Dispokinesis-Lehrern, Musiktherapeuten, Ergotherapeuten und Vermittler anderer ähnlicher Therapieformen.

## Teilbereiche
- Anatomie und Biomechanik, d. h. die funktionelle Bewegungslehre der Muskelarbeit und der generellen Körperfunktionen beim Musizieren.
- Körperliche und psychosomatische Krankheitsbilder und deren Rehabilitation
- Lampenfieber und Bühnenangst
- Entspannungsverfahren und mentale Techniken zur Angstverarbeitung
- Grundlagen geeigneter körperlicher Stärkung und Regeneration
- Vermittlung von Kompetenzen der Übe-Hygiene, Trainingsphasen, Erwärmung und deren Integration in den beruflichen Alltag
- Sensomotorik des Instrumentalspiels
- Ergonomische Aspekte der Musikinstrumente und im Instrumentenbau
- Gehörschutzmaßnahmen
- Analyse und Optimierung von Körperhaltung, Atmung und Bewegung beim eigenen Musizieren und im Unterricht
- Stimm- und Gehörphysiologie

## Geschichte
Christoph Wagner war Mediziner und Musiker und gilt als Pionier der Musikphysiologie im deutschsprachigen Bereich. Sein Ruf zum Professor für Musikphysiologie 1974 und die Gründung des ersten „Instituts für Musikphysiologie“ an der Hochschule für Musik und Theater Hannover im Jahre 1979 verbanden die Musikermedizin und Musikpädagogik im akademischen Bereich. Weitergeführt wird das Institut von Eckart Altenmüller. In Wien wurde 1974 Hilde Langer-Rühl (1911–1990), Pianistin und Atemlehrerin, die Begründerin des Lehrgangs für Atem-, Stimm- und Bewegungserziehung für Instrumentalisten an der Universität für Musik und darstellende Kunst Wien. Mittlerweile ist das Fach an zahlreichen Musikhochschulen in Lehre und Forschung integriert. Ferner gibt es spezielle Weiterbildungslehrgänge für Musiker und Musikpädagogen.
Im Jahre 1994 wurde die „Deutsche Gesellschaft für Musikphysiologie und Musikermedizin“ gegründet, 1998 die „Schweizerische Gesellschaft für Musik-Medizin“ (SMM) und 2009 die „Österreichische Gesellschaft für Musik und Medizin“ (ÖGfMM).